# リンボク (現生植物)
リンボク（橉木、Prunus spinulosa）は現生のバラ科サクラ属の樹木。ヒカゲノカズラ類の化石植物であるリンボク（鱗木）とは全く別のもので、漢字も異る。別名ヒイラギガシ。バクチノキ属として扱われることもある。
関東以西の本州、四国、九州、南西諸島から台湾に分布する常緑樹で、日本の固有種。照葉樹林の構成樹種で、森林、特に谷間によく生える。樹皮は黒～褐色で桜膚。葉は互生、表面は深緑色で独特の光沢がある。特徴的なのは特に若枝の葉の鋸歯が鋭く尖って針状になることで、ヒイラギと間違われることがある。ヒイラギより葉質が薄く、棘が細くするどいので区別できる。なお、大きな木になるとこの鋸歯自体が無くなってしまう。花は秋に咲き、めしべが長く、白い小さな花を穂状につける。果実は楕円状で、翌年の春に黒紫色に熟す。
用途は薪炭材、器具材など。樹皮から染料をとることも。
サクラの仲間は落葉樹で春に花を咲かせるものが多いのであるが、この種のように常緑のものがある。近縁にバクチノキがある。